# Сантер, Жак
Жак Луи Сантер (люкс. Jacques Louis Santer; род. 18 мая 1937, Вассербиллиг, Люксембург) — люксембургский политик, премьер-министр Люксембурга в 1984—1994 годах.

## Биография
Окончил юридический факультет Страсбургского университета, Амстердамский университет и Институт политических исследований в Париже (1959). Имеет учёную степень доктора права (1961).
В 1961—1963 годах занимался адвокатской практикой, затем находился на госслужбе, работал в аппарате правительства.
В 1966—1972 годах работал парламентским секретарём Христианско-социальной народной партии (ХСНП). В 1970 году был избран заместителем генерального секретаря ХСНП. В 1972—1985 годах генеральный секретарь, затем председатель партии, затем член её Правления.
В 1972 году стал государственным секретарём по социальной и культурной политике. С 1974 года депутат Европейского парламента, в 1975—1977 годах занимая пост его вице-председателя.
В 1979 году после победы ХСНП на парламентских выборах стал министром финансов. В 1984 году с отставкой Пьера Вернера стал новым премьер-министром страны, до 1989 года оставаясь также министром финансов, с 1989 года одновременно занимал посты министра культуры и министра госказначейства.
В 1995 году оставил пост премьер-министра, чтобы стать председателем Европейской комиссии. Его кандидатура стала компромиссной. На этом посту осуществлял подготовку к введению евро.
В 1999 году после публикации доклада независимых депутатов о развитии коррупции в комиссии ушёл в отставку и до 2004 года был депутатом Европейского парламента.

## Награды
- Кавалер Большого креста ордена Сокола (Исландия, 10 сентября 1990 года)[3]